# Bevægelsen for Nationernes og Frihedens Europa
Bevægelsen for Nationernes og Frihedens Europa (engelsk: Movement for a Europe of Nations and Freedom, MENF eller fransk:Mouvement pour l’Europe des nations et des libertés, MENL) er et de mest højreorienterede partier i EU. Det transnationale parti blev dannet i 2014. Partiet samarbejder med Gruppen Nationernes og Frihedens Europa, der fra 2015 er repræsenteret i Europa-Parlamentet. 

## Oprettet i 2014
Bevægelsen for Nationernes og Frihedens Europa blev dannet i 2014 af Vlaams Belang fra Belgien, Front national pour l'unité française fra Frankrig, Lega Nord fra Italien, Det konservative Borgerparti fra Tjekkiet og Frihedspartiet fra Østrig.

## Medlemspartier
Bevægelsen for Nationernes og Frihedens Europa har fem medlemspartier:
Vlaams Belang (flamske interesser) fra Belgien har et medlem i Europa-Parlamentet, fem medlemmer i det belgiske parlament (to i senatet og tre i repræsentanternes hus), seks medlemmer i det flamske parlament, et medlem i parlamentet for Bruxelles-regionen og 29 medlemmer i de belgiske (flamske) provinsråd. 
Front National fra Frankrig har 23 medlemmer i Europa-Parlamentet, fire medlemmer i det franske parlament (to i Senatet og to i Nationalforsamlingen), 118 medlemmer af regionsrådene og 62 medlemmer af generalrådene.
Lega Nord fra Italien har fem medlemmer i Europa-Parlamentet og 26 medlemmer i det italienske parlament (12 i Senatet og 14 i Deputerkammeret). Regionsrådsformændene i Lombardiet og Veneto er fra Lega Nord.
Občanská konzervativní strana (Det konservative Borgerparti) fra Tjekkiet er ikke repræsenteret i Europa-Parlamentet. Partiet brød ud af Borgerdemokraterne (Občanská demokratická strana, forkortet ODS) i 2013, og det har et medlem i det tjekkiske parlament.
Frihedspartiet fra Østrig har fire medlemmer i Europa-Parlamentet og 50 medlemmer i det østrigske parlament (12 i Forbundsrådet og 38 i Nationalrådet). 